# 二郎镇 (习水县)
二郎镇是中华人民共和国贵州省遵义市习水县下辖的一个乡镇级行政单位。。该镇位于习水县南部，有“习水南大门”之称，东连永安镇，西接回龙镇，南邻仁怀市三合镇，北靠桑木镇，距习水县城38公里，遵义茅台机场50公里。全镇管辖8个村1个居委会，99个村民组5317户，总面积64.56平方千米户，户籍人口27091人(2019年末)。总耕地面积14020亩，其中田6354亩，土7666亩。

## 历史
二郎建置于1965年前隶属于仁怀县，同年11月划归习水，1992年“撤并建”时将二郎、莫洛、沙坝三乡合并建二郎乡。
2015年12月28日，贵州省人民政府批复同意习水县部分乡镇行政区划调整，撤销二郎乡，设置二郎镇，撤乡设镇后行政区域和政府驻地不变。

## 行政区划
二郎镇下辖以下地区：
二郎社区、二郎村、分水村、大桥村、水田村、庆丰村、莫洛村、沙坝村和青峰村。

## 地理环境
二郎镇气候温和，特产丰富，气候四季分明，冬无严寒，夏无酷暑，有习水小青城之称。境内有桐梓河及其支流二郎河，麻窝山。土壤属中亚热带黄壤地带，适宜各种农作物和水果生长。二郎稻米味香滋润，二郎红高梁酿酒香醇，二郎水果品种数十种，以李子最优，香甜味美，有“李子之乡”美称，闻名于黔北川东。二郎地下矿产资源数种，以煤炭最丰富，被地质专家称为“习水煤海”。

## 地方特产
本地红高粱即小缨子糯高粱，二郎镇是贵州茅台酒;贵州习酒红高梁重要生产基地之一；二郎李子香甜脆，闻名黔北川东重庆；二郎沙田柚甜美可口；二郎河鱼“黄腊丁”、鲢鱼、团鱼是美味佳肴。

## 交通运输
蓉遵高速公路G4215二郎收费站，下道口395，出收费站左转上X388县道前行6公里直达镇政府，距离遵义茅台机场50公里。